# Питель Олександр Володимирович
Олекса́ндр Володи́мирович Пи́тель (30 березня 1983 — 20 січня 2015) — солдат Збройних Сил України, десантник, учасник російсько-української війни. Позивний «Молот». Один із «кіборгів».

## Короткий життєпис
Народився в селі Хмелище, в Бердичівському районі Житомирської області. Проходив строкову військову службу в лавах Збройних Сил України. 2013 року одружився. Проживав у Бердичеві.
У серпні 2014-го мобілізований до лав Збройних Сил України. Служив розвідником в 90-му окремому аеромобільному батальйоні 95-ї окремої аеромобільної бригади, який з осені 2014 увійшов до складу 81-ї десантно-штурмової бригади, військова частина В2749.
20 січня 2015 року загинув у бою з російськими збройними формуваннями за Донецький аеропорт — у складі колони з Костянтинівки їхав на допомогу «кіборгам». 21 січня знайдено його бушлат, військовий квиток, певний час перебував у списках розшукуваних. 1 лютого з воїном попрощались у Бердичеві у Гарнізонному Будинку офіцерів. Похований в рідному селі Хмелище.
Вдома лишилися вагітна на той час дружина, мама, дві сестри. Вже після татової загибелі через три місяці народився Олег Олександрович Питель.

## Нагороди та вшанування
- Указом Президента України № 311/2015 від 4 червня 2015 року, «за особисту мужність і високий професіоналізм, виявлені у захисті державного суверенітету та територіальної цілісності України, вірність військовій присязі», нагороджений орденом «За мужність» III ступеня (посмертно)[1].
- Нагороджений нагрудним знаком «За оборону Донецького аеропорту» (посмертно).
- 20 лютого 2015 року у місті Бердичів на будинку (провулок 10-ї П’ятирічки, 8-а, корпус 6), в якому мешкав Олександр Питель, йому відкрито меморіальну дошку.
- 25 червня 2015 року на 66-й сесії Бердичівської міської ради прийнято рішення про перейменування вулиці та провулка 10-ї П'ятирічки на вулицю Олександра Пителя.
- Вшановується в меморіальному комплексі «Зала пам'яті», в щоденному ранковому церемоніалі 20 січня[2][3].